# Estola albovaria
Estola albovaria là một loài bọ cánh cứng trong họ Cerambycidae.